# Rollenhebelschalter

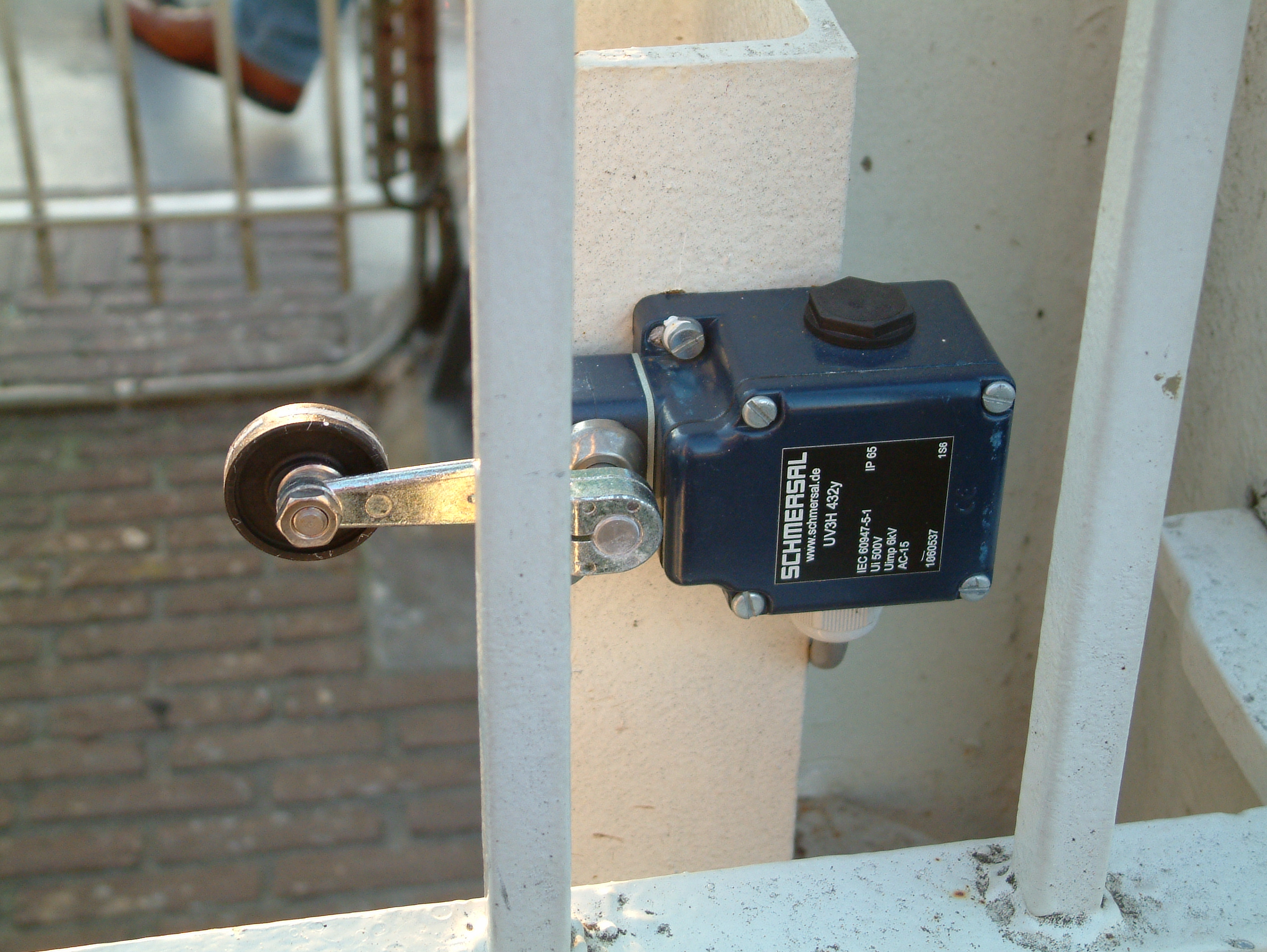
Rollenhebelschalter

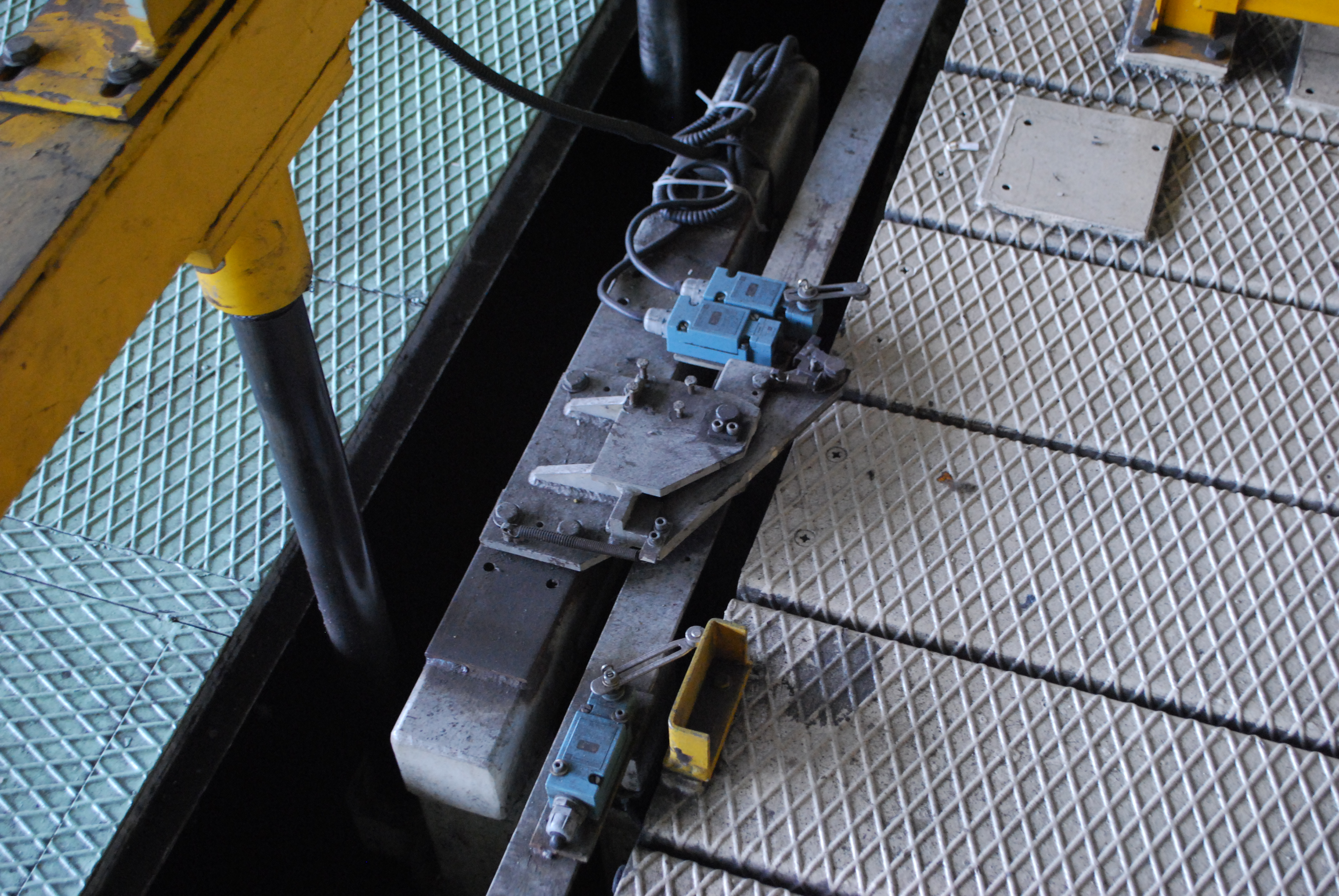
Rollenhebelschalter mit längenverstellbarem Schwenkhebel (oben und unten)

Rollenhebelschalter sind Endschalter, deren Betätigungshebel mit einer Rolle versehen ist. Wird diese Rolle von einem Werkstück oder Maschinenteil angefahren, dreht sich im Schalter eine Nockenwelle, die die Kontakte betätigt. Die Schalter können neben einem einfachen Rollenhebel auch Winkelrollenhebel oder längenverstellbare Schwenkhebel als Antriebselement haben. Durch die Rolle erreicht man eine längere Lebensdauer des Hebels und geringere Betätigungskräfte.